# نادي أطلس طنجة
نادي أطلس طنجة نادي اطلس طنجة المعروف أيضًا باسم اطلس مرشان، هو نادي رياضي مغربي من مدينة طنجة. تم تأسيس فريق أطلس طنجة لكرة القدم من طرف المرحومين قنجاع و اشتوكي سنة 1938 في حي مرشان، كان الفريق يزاول تحت لواء الجامعة الإسبانية المغربية وبعد استقلال المغرب سنة 1956 انضم للجامعة الملكية المغربية التي تأسست في السنة ذاتها ، واوقعته القرعة في مواجهة نادي المغرب التطواني في مباراة سد ذهابا و إيابا حسمها الفرق التطواني للصالحه.

خارطة تمثل منطقة نفوذ إسبانيا شمال المغرب إبان عهد الاستعمار.
علم إقليم المغرب الإسباني إبان عهد الاستعمار.